# Elektrontransportkæde
Elektrontransportkæden er en række biokemiske processer, der producerer ATP, som leverer energi til alle processer i en celle. Elektrontransportkæden foregår i mitokondriernes indre membran. Det er en sekvens af redox-reaktioner, som i sidste ende resulterer i reduktionen af O2 til vand.
Reaktionerne varetages af en række enzymer, hvoraf fire er store integrerede membranproteinkomplekser, kaldet komplex I, II, III og IV.